# Хохлово (Великолукский район)
Хохлово — деревня в Великолукском районе Псковской области России. Входит в состав сельского поселения «Черпесская волость».
Расположена на севере района, в 30 км к северу от райцентра Великие Луки и в 9 км к югу от волостного центра, деревни Черпесса, на противоположном от деревни Губаны левом (западном) берегу реки Ловать.

## Население
Численность населения деревни по состоянию на 2000 год составила 35 жителей, на 2010 год — 8 жителей.